# 南瓜剪刀
《南瓜剪刀》（日语：パンプキン・シザーズ，Pumpkin Scissors）是岩永亮太郎著作的少年漫畫以及跨媒體製作作品。自2002年起在Magazine GREAT（講談社）上連載，但是在2006年10月轉移到月刊少年Magazine上（11月号開始連載）。2024年8月時單行本發行至第24冊，臺灣由東立出版社發行。
於2006年4月20日發售的Magazine GREAT上報導改編動畫的消息，並於同年10月開始在UHF獨立局播放，次年3月播畢。香港Animax於2009年6月5日起、臺灣Animax於2009年9月13日起首播。

## 故事概要
停戰以來已經過了三年的現在，被稱為「戰災」的混亂仍然持續著的帝國。為了使帝國從戰災中振作起來，在軍隊裡設置了專門對應的部門，就是帝國陸軍情報部第3課（通稱：陸情3課）以及實動小隊「非戰特攻隊(Pumpkin Scissors)」。故事從愛麗絲·L·馬爾文少尉與藍戴爾·歐蘭多伍長在某個村子裡相遇開始。

## 登場人物
- 亞里斯·L·馬爾文（アリス・L・マルヴィン　階級：少尉　聲優：伊藤靜）

本作女主角。所屬帝國陸軍情報部第三課，實勤小隊「非戰特攻隊(Pumpkin Scissors)」的隊長。出身於十三貴族中的馬爾文家，為馬爾文家的第三公主與暫定的下任繼承人，不顧身份和家人反對而堅持從軍。雖然出身於貴族，但她從來不對部下們擺架子，極具熱血和正義感，無法忍受任何違反紀律和公義的事情。抱持著理想中的正義而努力，但常常被現實打擊吃閉門羹，這些經歷令她逐漸找到戰災復興的意義以及屬於自己的正義。
- 藍戴爾·歐蘭多（ランデル・オーランド　階級：伍長　聲優：三宅健太）

本作男主角，臉上有一條鋸齒傷疤橫跨鼻樑。武裝為口徑13mm反戰車手槍「敲門者」、裝甲破壞剪與代號「蜈蚣」的異形武器。所屬帝國陸軍情報部第三課，原隸屬於901-ATT「反戰車獵兵部隊(Anti Tank Trooper)」，體型十分高大(動畫版設定其身高為230公分)，滿身傷疤，雖然具備強大的作戰能力，但他卻有一顆溫柔善良的心，腰間繫有一只燒硬鋼製的藍光提燈，開啟後將會疑似被自我催眠，成為毫無痛覺與恐懼、以零距離射擊進行戰車破壞的「不顧性命的戰士」。
出身於不被帝國承認的地區「0號地區」。其姓氏「歐蘭多(Oland)」就是「0、Land」的組合，進入軍隊前才隨意取的，本來既無戶籍也沒有姓氏。為了治療義妹烏爾舒拉患上的傳染病，將自己賣給人蛇集團換取醫藥費，販賣對象即是卡普蘭機關，施作改造實驗後再被送往軍隊。
經常在任務中負重傷住院，其中採尿作業尤為困難，特大號的尿壺也會被他的下半身撐破，如何克服難題成為護理人員執著的目標。
因為戰爭中的創傷而抗拒肉類，只在急需營養時硬逼自己吃下。
- 歐雷魯多（オレルド　階級：准尉　聲優：鳥海浩輔）

所屬帝國陸軍情報部第三課，人稱「禁閉室的逃獄魔」。愛好女色，雖然以前是一名小有名氣的不良少年，表面個性輕浮，但他其實是很熱血的青年。
口頭禪「雖然軍隊格鬥術的成績只有中下，但說起暗巷街鬥我可是百戰百勝。」
- 瑪奇斯（マーチス　階級：准尉　聲優：鈴木千尋）

所屬帝國陸軍情報部第三課，士官學校的高材生。原為帝國陸軍情報部第一課的文務官，但無法忍受長官貪污而被貶到三課。博學多聞，長相斯文，有自己堅定的信念。
- 漢克斯（ハンクス　階級：上尉　聲優：長）

帝國軍前憲兵特校，因不知明原因離開原本職位，後來由一課少校指導創立三課，為的是贖以前擔任憲兵特校時殺太多人的罪。看似漫不經心，實則在背地裡使用高明的交涉手腕支持著三課的行動。
過去人稱「撕裂的漢克斯」，以殘酷狠辣的拷問手段聞名，但這個稱號其實是在戰場上殺敵獲得的，武器為工兵鏟。
- 莉莉·史堤金（リリ・ステッキン　階級：士官長　聲優：植田佳奈）

所屬帝國陸軍情報部第三課，原屬於軍樂隊，而後調派至第三課擔任支援行動隊的事務專員，個性脫線且無身為軍人的自覺，算數不好但是對暗號解讀與文件數據處理相當高明，能將資料以音律的感性進行處理。
- 馬克(水銀號)（マーキュリー号　階級：上等通信兵　聲優：小川一樹）

所屬帝國陸軍情報部第三課，擁有上等傳令兵待遇的軍用犬，是個精力充沛的公狗。
- 韋柏納（ウェブナー 　階級：技術中尉　聲優：平松晶子）

隸屬兵器局，軍階中尉，性格剛烈有膽識，憑藉個人魅力與高超技術領導團隊。
對瑪奇斯有好感。
- 繆傑·卡普蘭（ミュゼ・カウプラン 聲優：湯屋敦子）

卡普蘭機構現任的醫療部主任，「醫療的卡普蘭」，個性冷酷殘忍，在戰爭時期擔任助手協助開發與生產『透明的9號』部隊相關事物，其中908-HTT部隊防護裝中所使用的『保護液(麻醉液)』與901-ATT部隊的疑似自我催眠皆與她有關，因此與藍戴爾·歐蘭多相識，目前將其視為檢體，在持續觀察其身體變化。
- 雷奧尼爾·泰拉（レオニール・テイラー 聲優：三木真一郎）

馬爾文少尉的未婚夫，是個金髮碧眼的大帥哥，給人感覺也很溫文儒雅，但實際上卻是諸多事件中的幕後黑手，同時亦冷眼看待馬爾文戰後復興的各種計劃。

## 組織

### 帝國
本作的主要舞台。因為故事中並沒有說明正式的國家名稱以及政治型態而詳細不明，但英文版帝國的名稱為Royal Empire，所以國家名有可能是皇家帝國，不過從皇帝的個人決定而締結停戰協定的描寫來看，皇帝的權限應該是相當大的。另外，陸軍的系統，與其他稅務局、銀行、郵政制度來看是相當的近代。不過保持有封建制度也是一項特徵，也有擁有個人領地的貴族在。其中，由皇帝授與的「授命十三貴族」在各方面都擁有相當大的權限。在戰爭時期吸收了不少平民和小貴族家族的軍部和以大貴族為主的政府時有衝突。
從戰車儀板表和主角腦海內的文字可以看出，帝國的語文是德文。

### 水利局
似乎是民營。透過遍佈帝國都城的地下水道進行非法行為。
局長:米庸
員工:梅茲

### 帝國陸軍情報部
部長:凱畢姆 中校 － 輔佐官(統合建構者)

帝國陸軍情報部第一課(簡稱:陸情一課)
課長:科涅里 少校 － 副官:馬可 中尉
實際行動第一小隊（強襲鎮壓部隊）番號:第一大劍
任務:國內安全情報蒐整及鎮壓，帶給人民恐懼感
隊長以外的隊員均用面罩示人，其理由為「不被看見真面目的話，人就可以做出殘酷的事」。
隊長:史納布諾茲 上尉 － 副長
隊員:拉魯夫 、 斯瓦蘇 、 法蘭西斯卡
實際行動第二小隊（情報資訊部隊） 番號:第二曲劍
任務：情報分析、情報操作。
隊長:萊因貝卡 上尉 － 分隊長：馬文 少尉 － 隊員:藍 淮尉
實際行動第三小隊（潛入搜查部隊）番號:第三隱劍
任務：進行潛入搜查。
據二課的維塔少尉所言，隨時有同伴支援。
實際行動第四小隊（國內治安部隊）番號:第四巨斧
任務：在重要場合維持治安。
能夠接管控制警消系統，並且處理外交外事類的問題。

帝國陸軍情報部第二課 (簡稱:陸情二課)
任務:國外安全情報蒐整及散佈謠言
與「第三隱劍」不同，以較少的人數編成隊伍，基本上是孤身潛入他國，並且制定了非常嚴格的規則以確保安全和情報的準確。曾經在共和國散佈過有關「透明的九號」的流言。
課長:萊因貝卡 少校
隊長:布蘭頓 中尉 － 隊員:「冷漠的維塔」維塔 少尉 、 法蘭西亞 伍長 － 通信兵:提拉米斯 上等兵

帝國陸軍情報部第三課(簡稱:陸情三課) 
戰災復興部隊（非戰特攻隊）
番號:南瓜的剪刀Pumpkin Scissors
任務:戰災復興，防止戰爭或破壞和平及治安。
原本的設立目的是獲得國家預算支援以及斂財，因此被稱為節慶部隊。只能調查而沒有逮捕權，但是能逮捕現行犯。
課長:漢克斯 上尉 － 事務員:史堤金 士官長 － 通信兵:水銀號 上等兵
實際行動小隊
隊長:馬爾文 少尉 － 隊員:歐雷魯多 淮尉 、 瑪奇斯 淮尉 、 歐蘭多 伍長

保安課
情報部保安人員。負責包括門口守衛、制止內部打鬥騷亂行為以及有守密必要時的監視拘禁行為。在進行監視任務時會認真的紀錄對象的所有言行舉動，包括調情和說夢話，同時堅守絕對保密原則，不會向不相干者透漏任務對象的生活。

### 特務憲兵隊
漢克斯上尉原所屬部隊，職責是掃蕩、拷問叛亂份子，類似蓋世太保有「預防性逮捕權」。原本已經解散，但在反帝國軍事件中因維安命令復出。

### 兵器局
負責兵器製造和研發。以卡普蘭留下的專利進行了不少開發。
技術開發部技術開發班
主任：偉伯納 技術中尉

### 帝立科學研究所
原·卡普蘭機構改制而成。進行各種方面的研究，尤其影響軍事技術。
在戰爭時期由卡普蘭博士主導開發了「透明的九號」，同時以戰場作為實驗場記錄「實驗體」的情況。

### 經濟管理廳
管理經濟政策和各類民間事務。似乎擁有很大的權限。

### 執政部儀典局
在西方諸國同盟會議時全盤接管首都的警備措施，並意圖藉此壓倒情報部勢力。以貴族的模式思考。擁有儀仗兵 蒼華聖劍隊、紅華聖銃隊 以及戰車部隊 聖鎧甲騎士團。

### 0號地區
戰後為維持治安集中犯罪者及貧民的地方，相當於沒有柵欄的監獄。治安混亂，沒有法律，是帝國中的三不管地帶，就像是都城中的一個小國家。由四大巨頭分別管理，平常人不會輕易靠近。周遭地區也都是較為貧困的地區。

### 銀色車輪
神祕組織。一切背景不明，成員之間共同口號是：「我們都在銀色的車輪之下。」

## 用語

### 透明的9號
9月9日為帝國第一任皇帝在戰場上陣亡的日子，因此規定凡是在戰場上禁止用9這個數字。而後雖然解禁，但不能放在編號開頭。
所謂「透明的9號」就是指:事實上存在，卻不能知道或承認的存在，宛如透明的空氣一般，就算知道、卻又看不到，也不能說的祕密。
同時也是違反人道的部隊，戰爭實驗的犧牲者。
目前已知「透明的9號」有：
901旅－ATT(Anti Tank Trooper)＝反戰車獵兵部隊＜死亡沼澤的獵兵＞（漫畫版出現於第一集）
「他們會跟著藍色的鬼火一起出現，就算眼睛被灼傷，就算手臂已經折斷...他們也絕對不會停下腳步，在"引導前往死亡沼澤的鬼火"帶領下"不顧生死的零距離射擊"，確實執行，拋棄生命的腳步聲，帶來死亡的扳機...」這是戰場流傳的傳說。
「如果在戰場上遇見一個掛著燒硬鋼提燈的步兵，千萬別以為他是你的朋友，但也絕對不要與他為敵」
已知成員＝藍戴爾．歐蘭多（伍長）
使用13釐米大口徑俗稱「敲門者」的手槍，腰上掛著鋼製提燈，一旦打開提燈，伴隨著藍色火光陷入自我催眠狀態，並衝向坦克無視疼痛及恐懼，對觀察口和炮塔頂部等裝甲薄弱部位進行「絕對零距離射擊」，以消滅其内部操縱人員進行反裝甲坦克任務部隊，同時配有能剪開戰車座艙蓋的油壓剪。
敲門者(Door Knocker)
反戰車手槍，口徑13mm，單發裝填，嘗試「將單一士兵火力強化至極限」的產物，火力與後座力都達到人類可剛好承受的極限，以此為代價內部無膛線也無法連發，一旦拉開距離就無法發揮足以對付戰車的威力，唯一有效方式就是「絕對零距離射擊」。
蜈蚣
外型類似固定在手腕外側的巨型彈匣，圓弧內側露出七根鋼釘的尖端。使用方式為貼近戰車的瞬間將圓弧內側對準戰車用力敲打，啟動末端的機關讓強力發條往回彈、沿路觸發圓弧外側成對排列的擊鐵、在半秒內擊發所有鋼釘。鋼釘的後端繫有鋼索，只要鋼釘成功刺入裝甲，901的士兵就能無視戰車的速度維持固定的時間與距離與之纏鬥。開發目的是讓只能零距離戰鬥的901士兵避免被遠距離迂迴而無法發揮作用的戰況。
此一裝備有眾多嚴重缺陷。擊發裝置沒有槍管，大部分火力都會逸散，即使有兩側火力推進依舊威力偏弱，七發鋼釘最多兩三發成功刺入；裝備在手腕是為了保持身體與地面最小接觸與顛簸，然而強大的拉力仍然能輕易扯斷手腕，拖行過程中撞上地面障礙物也會受重傷或死亡。「蜈蚣」的稱呼不只來自外型，而是戰車殘骸、鋼釘、鋼索與士兵屍骸全絞在一起的模樣而得名。
當被釘上的戰車開始左右甩尾意圖殺死士兵時，沒釘入的鋼釘與鋼索就有機會掉進履帶內側纏住，並隨著轉動拉回士兵的身體，讓雙方距離瞬間縮短至零距離：901士兵的戰鬥距離。
902旅－BTT＝目前無說明或出現
903旅－CTT (Chemical Tactics Trooper)＝化學裝甲兵部隊＜散佈死灰的病兵＞（漫畫版出現於第一集）
『就算身體饋爛、無法呼吸，灰色之狼所到之處，散佈著砲灰和毒氣，毫不猶豫朝向死亡邁進』
已知成員＝沃瑪爾夫（中尉）
使用65米厘砲管的坦克車；以化學彈頭k-3（希爾基3號）揮發性毒氣彈，使其意識模糊、身體機能失調和發燒，若沒抗體之人將於20個小時內死亡；及揮發性強酸彈、砲彈等進行毀滅的戰略部隊。
904旅－DTT＝目前無說明或出現
905旅－ETT＝目前無說明或出現
906旅－FTT＝＜沒有翅膀的傘兵＞
（韓克斯上尉提到於漫畫版第一集，並未出現殘存成員。）
907旅－GTT＝目前無說明或出現
908旅－HTT＝火焰狙殺兵部隊＜單眼送葬的火兵＞（漫畫版出現於第一、二集）
「單眼的火焰之神，用火焰消滅敵人，卻遺忘受傷的身體」
已知成員＝漢斯（階級不明）
使用高溫噴射火焰槍，身穿灌有名為高效隔熱保護液、實為麻醉液的白色防護衣，使皮膚對任何溫度變化皆毫無知覺，故能使用高溫火焰進行殲滅的攻擊部隊。
但由於只是麻痺著裝者的知覺，溫度對皮膚的傷害性依舊存在，908旅大多成員皆在任務結束脫下防護衣後因皮膚早已損壞而死，殘存的漢斯因脫去裝備的速度較為遲緩，在目睹同伴死亡之時意識到自己只能靠著防護衣生活，因此在停戰的三年間從未脫下防護衣。
909旅－ITT＝目前無說明或出現

### 統合建構者
「一般人依靠自己已知的理論或法則，建構起認知的世界，並以此推估這個認知世界中不完美或欠缺的部分；但是統合建構者不憑藉理論或法則，而是透過認識這個世界後，憑藉對世界的感覺拼湊出世界不完美或欠缺的部份。」
簡言之，一般人建構世界的方式為建構主義的體現：選好欲播種的種子後開始種植成一棵大樹；而統合建構者則是紮根理論的體現：看到許多大樹去推估不同的種子。

### 典範轉移
請參照典範轉移。

## 出版書籍
| 卷數 | 講談社         | 講談社                 | 東立出版社     | 東立出版社             |
| 卷數 | 發售日期       | ISBN                   | 發售日期       | ISBN                   |
| ---- | -------------- | ---------------------- | -------------- | ---------------------- |
| 1    | 2004年6月16日  | ISBN 4-06-334879-2     | 2006年5月17日  | ISBN 986-11-8499-6     |
| 2    | 2004年7月14日  | ISBN 4-06-334889-X     | 2006年5月17日  | ISBN 986-11-8500-3     |
| 3    | 2005年3月16日  | ISBN 4-06-334977-2     | 2006年7月13日  | ISBN 986-11-8521-6     |
| 4    | 2005年8月13日  | ISBN 4-06-372057-8     | 2006年8月21日  | ISBN 986-11-8522-4     |
| 5    | 2006年6月16日  | ISBN 4-06-372163-9     | 2006年10月24日 | ISBN 986-11-8744-8     |
| 6    | 2006年12月15日 | ISBN 4-06-372214-7     | 2007年4月9日   | ISBN 978-986-11-9174-4 |
| 7    | 2007年5月17日  | ISBN 978-4-06-372297-0 | 2007年9月17日  | ISBN 978-986-10-0146-3 |
| 8    | 2007年9月14日  | ISBN 978-4-06-372354-0 | 2008年1月3日   | ISBN 978-986-10-0723-6 |
| 9    | 2008年3月17日  | ISBN 978-4-06-375463-6 | 2008年9月9日   | ISBN 978-986-10-1789-1 |
| 10   | 2008年9月17日  | ISBN 978-4-06-375521-3 | 2009年2月19日  | ISBN 978-986-10-2585-8 |
| 11   | 2009年4月17日  | ISBN 978-4-06-375691-3 | 2009年9月29日  | ISBN 978-986-10-3604-5 |
| 12   | 2009年11月17日 | ISBN 978-4-06-375824-5 | 2010年3月26日  | ISBN 978-986-10-4887-2 |
| 13   | 2010年6月17日  | ISBN 978-4-06-375917-4 | 2010年12月21日 | ISBN 978-986-10-5956-3 |
| 14   | 2011年2月17日  | ISBN 978-4-06-376003-3 | 2011年9月14日  | ISBN 978-986-10-7455-9 |
| 15   | 2012年1月17日  | ISBN 978-4-06-376143-6 | 2012年7月2日   | ISBN 978-986-10-9180-8 |
| 16   | 2012年9月14日  | ISBN 978-4-06-376691-2 | 2013年9月12日  | ISBN 978-986-324-160-7 |
| 17   | 2013年6月17日  | ISBN 978-4-06-376822-0 | 2014年8月18日  | ISBN 978-986-337-040-6 |
| 18   | 2014年6月17日  | ISBN 978-4-06-377001-8 | 2015年6月9日   | ISBN 978-986-365-558-9 |
| 19   | 2015年4月17日  | ISBN 978-4-06-377149-7 | 2016年10月21日 | ISBN 978-986-431-490-4 |
| 20   | 2016年2月17日  | ISBN 978-4-06-377329-3 | 2018年7月2日   | ISBN 978-986-10-5715-6 |
| 21   | 2017年8月17日  | ISBN 978-4-06-393229-4 |                |                        |
| 22   | 2018年9月14日  | ISBN 978-4-06-512360-7 |                |                        |
| 23   | 2019年11月15日 | ISBN 978-4-06-517629-0 |                |                        |
| 24   | 2024年8月16日  | ISBN 978-4-06-536088-0 |                |                        |

Pumpkin Scissors：Power Snips
| 卷數 | 講談社        | 講談社                 |
| 卷數 | 發售日期      | ISBN                   |
| ---- | ------------- | ---------------------- |
| 1    | 2014年6月17日 | ISBN 978-4-06-377003-2 |
| 2    | 2019年3月15日 | ISBN 978-4-06-514920-1 |

## 電視動畫
以UHF動畫，從2006年10月開始放送，2007年3月放送結束。全24話。
Animax Asia自2009年6月起，陸續於香港、東南亞、臺灣等地播出。

### 製作人員
- 企畫：GONZO
- 製作：洲脇充央、岩代幸司
- 監督：秋山勝仁
- 系列構成：冨岡淳広
- 人物設定：日下部智津子
- 戦車設計：村田峻治
- 機械設定：原修一
- 美術監督：高橋麻穂
- 色彩設計：大内綾
- ー：中島秀剛
- 3DCGI指導：吉岡智和
- 編集：大竹弥生
- 音響監督：渡辺淳
- 音樂：大谷幸
- 監製：川原陽子
- 動畫監製：福家日佐夫
- 動畫製作：GONZO×AIC
- 製作：

### 主題歌
片頭曲

主唱・作詞：高橋洋子、作曲：大森俊之
片尾曲1
（第1至17集、19至24集最終回）
主唱：（植田佳奈他）、作詞：、作曲：根岸貴幸
片尾曲2
（第18集）
主唱：（植田佳奈）、作詞：南瓜軍曹、作曲：大谷幸

### 各話標題
| 話數       | 中文標題           | 日文標題                     | 腳本         | 分鏡            | 演出       | 作畫監督                                    |
| ---------- | ------------------ | ---------------------------- | ------------ | --------------- | ---------- | ------------------------------------------- |
| Episode:1  | 透明的9號          | 不可視の9番                  | 冨岡淳広     | 秋山勝仁        | 仁昌寺義人 | 日下部智津子                                |
| Episode:2  | 戰災復興部隊       | 戦災復興部隊                 | ほそのゆうじ | 稲垣隆行        | 遠藤広隆   | 菅沼栄治                                    |
| Episode:3  | 身为高贵之人       | 其は貴きものなりて           | 神山修一     | 岩田義彦        | 岩田義彦   | 中島渚                                      |
| Episode:4  | 皴裂的肖像         | ヒビ割れた肖像               | ほそのゆうじ | 越智博之        | 小高義規   | 村田峻治                                    |
| Episode:5  | 膚淺的男人們       | あさはかな者達（おとこたち） | 福嶋幸典     | 仁昌寺義人      | 仁昌寺義人 | 山本佐和子                                  |
| Episode:6  | 富饒的時間         | 豊饒（ほうじょう）な時間     | 神山修一     | 岩田義彦        | 米田和博   | 小暮昌広                                    |
| Episode:7  | 跳舞与被迫跳舞的人 | 踊る者踊らされる者           | 冨岡淳広     | 阿部雅司        | 阿部雅司   | 菅沼栄治                                    |
| Episode:8  | 在雪原中燃燒       | 雪原に燃えて                 | ほそのゆうじ | 越智博之        | 岩田義彦   | 村田峻治                                    |
| Episode:9  | 晨雾中的女人       | 朝霧の女                     | 福嶋幸典     | 秋山勝仁        | 仁昌寺義人 | 日下部智津子                                |
| Episode:10 | 南瓜與剪刀         | カボチャとハサミ             | 神山修一     | 田中雄一        | 唐戸光博   | 中島渚                                      |
| Episode:11 | 寂靜的前兆         | 静かなる胎動                 | 冨岡淳広     | 狩生豊          | 遠藤広隆   | 小暮昌広                                    |
| Episode:12 | 看不見的痛楚       | 見えざる痛み                 | 冨岡淳広     | 阿部雅司        | 阿部雅司   | 原修一                                      |
| Episode:13 | 粗野的美味         | 粗野にして美味               | 神山修一     | 米田和博        | 米田和博   | 菅沼栄治                                    |
| Episode:14 | 火焰仍未消逝       | 焔、いまだ消えず             | ほそのゆうじ | 越智博之        | 武山篤     | 村田峻治                                    |
| Episode:15 | 迷走中的選擇       | 迷走する選択                 | 福嶋幸典     | 岩田義彦        | 岩田義彦   | 清水裕輔                                    |
| Episode:16 | 開膛手             | 斬り裂きし者                 | 冨岡淳広     | 田中雄一        | 小高義規   | 日下部智津子（レイアウト） 寺野勇樹（原画） |
| Episode:17 | 不被救贖的黑暗     | なお救われぬ闇たち           | ほそのゆうじ | 越智博之        | 浅井義之   | 合田浩章                                    |
| Episode:18 | 微弱的战斗力       | 小さな戦力                   | 神山修一     | あおきえい      | 仁昌寺義人 | 小暮昌広                                    |
| Episode:19 | 甜蜜的陷阱         | 甘い罠                       | 冨岡淳広     | 阿部雅司        | 阿部雅司   | 原修一                                      |
| Episode:20 | 演員入場           | 演者入場                     | 神山修一     | 狩生豊 木村隆一 | 唐戸光博   | 清水裕輔                                    |
| Episode:21 | 木偶與人像         | 木偶と偶像                   | ほそのゆうじ | 田中雄一        | 武山篤     | 田中雄一                                    |
| Episode:22 | 孤獨的天平         | 孤独な天秤                   | ほそのゆうじ | 越智博之        | 浅井義之   | 村田峻治                                    |
| Episode:23 | 接着甜蜜的陷阱     | そして甘い罠                 | 福嶋幸典     | [明孝一         | 米田和博   | 菅沼栄治                                    |
| Episode:24 | 軍人・平民・貴族   | 軍人・平民・貴族             | 冨岡淳広     | 稲垣隆行        | 仁昌寺義人 | 日下部智津子                                |

### 播放電視臺
| 香港 Animax 星期一至五 19:00-19:30節目 | 香港 Animax 星期一至五 19:00-19:30節目                        | 香港 Animax 星期一至五 19:00-19:30節目 |
| -------------------------------------- | ------------------------------------------------------------- | -------------------------------------- |
|                                        | 非戰特攻隊：帝國陸軍情報部第3課 （2009年6月5日-2009年7月8日） |                                        |
| —                                      | —                                                             |                                        |

| 香港 Animax 星期一至五 16:30-17:00節目 | 香港 Animax 星期一至五 16:30-17:00節目                                 | 香港 Animax 星期一至五 16:30-17:00節目 |
| -------------------------------------- | ---------------------------------------------------------------------- | -------------------------------------- |
|                                        | 非戰特攻隊：帝國陸軍情報部第3課 重播 （2009年10月28日-2009年11月30日） |                                        |
| —                                      | 櫻桃小丸子 2 重播                                                      |                                        |

| 台灣 Animax 星期日23:00-00:00節目     | 台灣 Animax 星期日23:00-00:00節目                                | 台灣 Animax 星期日23:00-00:00節目 |
| ------------------------------------- | ---------------------------------------------------------------- | --------------------------------- |
|                                       | 非戰特攻隊：帝國陸軍情報部第3課 （2009年9月13日-2009年11月29日） |                                   |
| 魔法美少女 重播                       | 地獄少女 2 重播                                                  |                                   |
| 台灣 Animax 星期一至五09:30-10:00節目 |                                                                  |                                   |
| 銀盤萬花筒 重播                       | 非戰特攻隊：帝國陸軍情報部第3課 重播 （2010年2月12日-）          | —                                 |

### 相關節目
廣播 南瓜剪刀 這裡是陸情3課放送局
從2006年9月21日開始在音泉播送的網路廣播節目。廣播主持人是飾演亞里斯的伊藤靜。

## 外部連結
- 陸情3課広報室-Pumpkin Scissors-（页面存档备份，存于）（日語）
- TOKYO MX公式サイト （页面存档备份，存于）（日語）